# Кома-Педроса
Кома-Педроса (кат. Coma Pedrosa) — гора в андоррских Пиренеях, в паррокии Ла-Массана. Горная вершина расположена в северо-западной части страны. Высота Кома-Педроса составляет 2943 метра над уровнем моря, что делает её самой высокой точкой Андорры. Ближайший к горе населённый пункт — Аринсаль.
Гора доступна для пешеходного восхождения, не является технически сложной, однако в силу длительности подъёма — требующей достаточно больших усилий для горовосходителя. Перепад высот от начала подъема до вершины составляет 1362 метра (от 1580 до 2942 метров над уровнем моря), общее время подъема составляет 4 часа 30 минут. Традиционный маршрут начинается у водопада Рибаль, расположенного у юго-восточного подножья Кома-Педроса, и первый километр идёт в направлении вершины, затем сворачивает влево и по южным склонам горы следует за долиной реки Кома-Педроса мимо озера ль’Эстани де лес Труитес (Форелевого озера). Миновав ложе долины маршрут делает поворот на север в сторону озера Эстани Негре (Чёрное озеро — по цвету воды из-за большой глубины водоёма). За этим озером, повернув еще раз на северо-восток, тропа по скальному проходу следует к самой высокой точке Андорры.
Существует более легкий способ добраться до вершины Кома-Педроса — при помощи лыжного подъемника от Аринсала к Пику Негре.
Известный пешеходный маршрут, статус самой высокой горы Андорры и близость горнолыжного курорта Аринсала делают Кома-Педроса популярным туристическим местом.